# ペトル・ヴァグナー

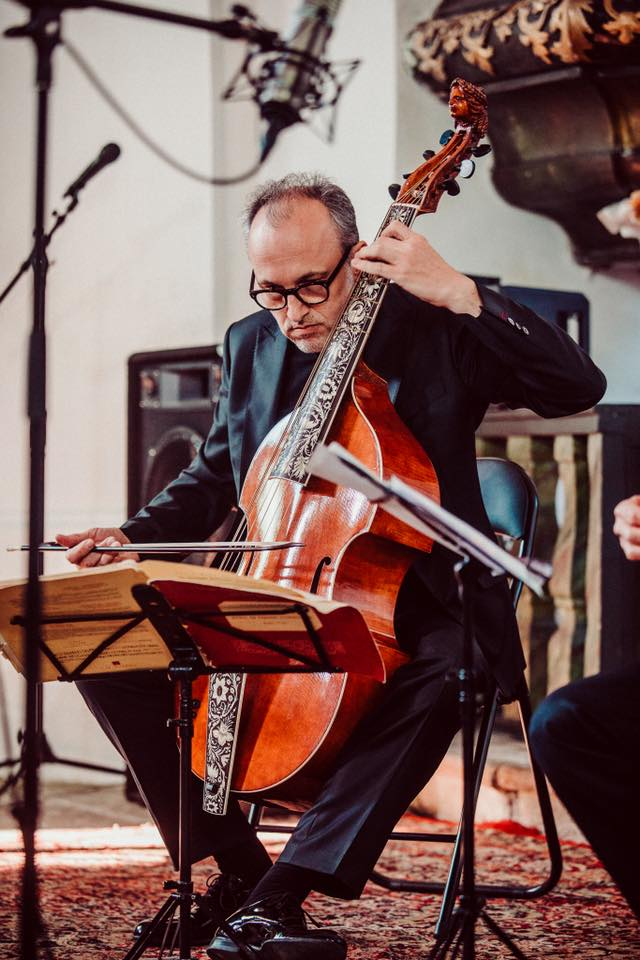
ペトル・ヴァグナー

ペトル・ヴァグナー（Petr Wagner, 1969年6月13日 - 2019年12月30日）は、チェコのヴィオラ・ダ・ガンバ奏者。
プラハ出身。プラハ音楽院でチェロ、カレル大学とロンドンの王立ホロウェイ大学で音楽学を学んだ。ロンドンでリチャード・ブースビーにヴィオラ・ダ・ガンバを学び、ドレスデンでヤープ・テル・リンデンの薫陶も受けた。1998年にトゥールビヨン・アンサンブルを結成。